# Boësses
Boësses – miejscowość i gmina we Francji, w Regionie Centralnym, w departamencie Loiret.
Według danych na rok 1990 gminę zamieszkiwało 308 osób, a gęstość zaludnienia wynosiła 23 osoby/km² (wśród 1842 gmin Regionu Centralnego Boësses plasuje się na 833. miejscu pod względem liczby ludności, natomiast pod względem powierzchni na miejscu 968.).